# Josef Schilling
Josef Schilling (* 21. Februar 1892 in Brilon; † 6. Juni 1957 in München) war ein deutscher Bauhandwerker und Gewerkschafter.
Nach dem Besuch von Volks- und Berufsschule erlernte Schilling den Beruf des Bauhandwerkers und ließ sich technisch fortbilden. Nach einer siebenjährigen Phase im  Militär- und Kriegsdienst war er von 1920 an hauptberuflich in den Christlichen Gewerkschaften tätig, nebenher ließ er sich wieder fortbilden, nunmehr in den Bereichen Verwaltungs- und Sozialrecht. 1925 wurde er Bezirksleiter der Christlichen Gewerkschaft in Bayern, dieses Amt führte er bis zu seiner Entlassung 1933 aus. 1935 begann er als selbstständiger Handelsvertreter, 1942 wechselte er in den Sanitätsdienst im Luftschutz. 1945 war er Mitbegründer des Bayerischen Gewerkschaftsbunds, der im Jahr darauf zum Landesbezirk Bayern des DGB wurde. 1946 wurde Schilling stellvertretender Direktor, 1951 Direktor des Arbeitsamtes in München. 1946 gehörte er dem Beratenden Landesausschuss, dem Vorparlament des Bayerischen Landtags, an. Ende 1947 wurde er in den neu gegründeten Bayerischen Senat berufen, in dem er bis zu seinem Tod die Gruppe der Gewerkschaften vertrat.